# 関西スーパーマーケット

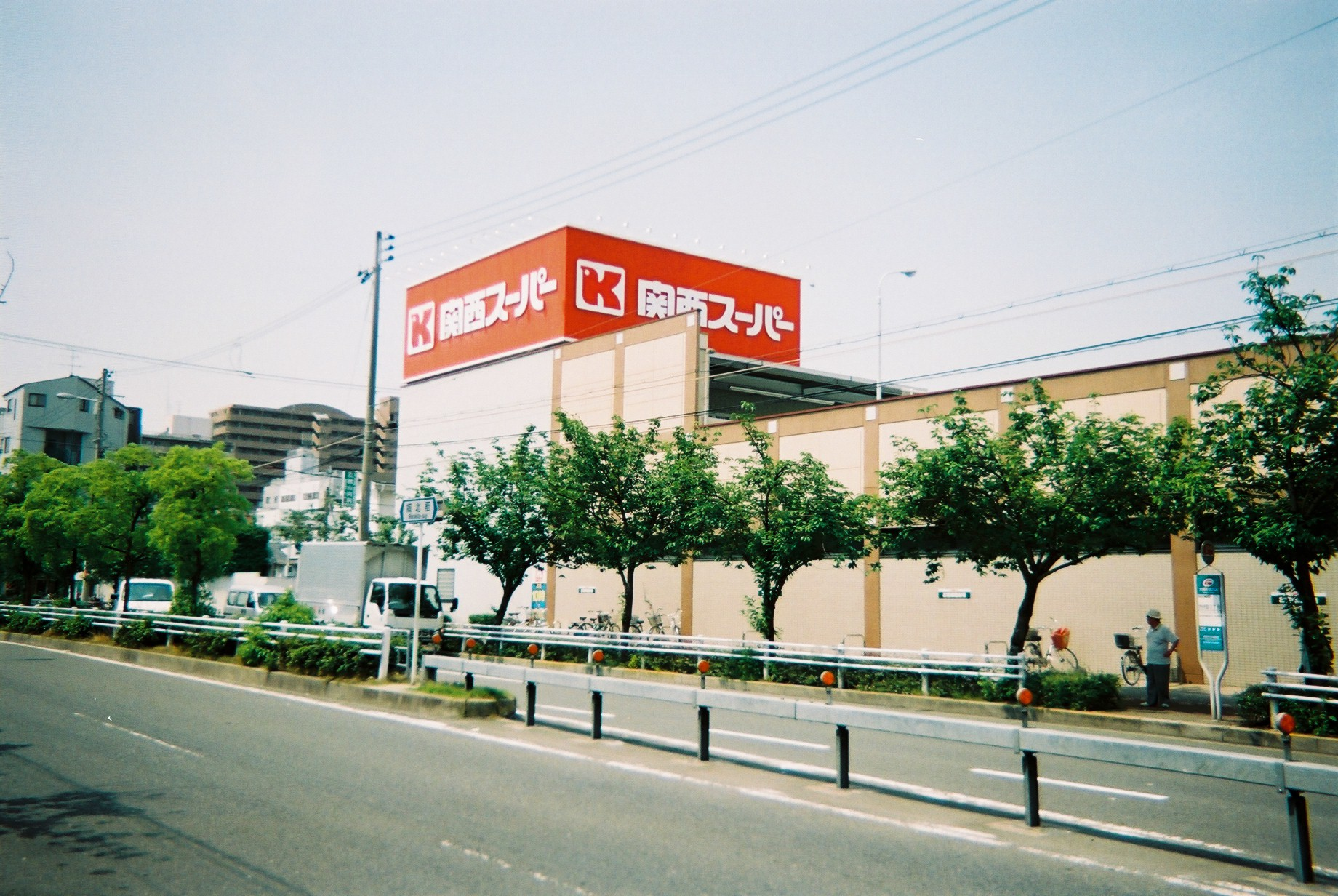
関西スーパー内代店（大阪市都島区内代町）

株式会社関西スーパーマーケット（かんさいスーパーマーケット、英: Kansai Super Market Ltd.）は、兵庫県・大阪府・奈良県に、食品スーパーマーケット「関西スーパー」を展開する企業。関西フードマーケットの完全子会社。エイチ・ツー・オー リテイリングのグループ企業で、阪急阪神東宝グループに属する。
本項では、エイチ・ツー・オー リテイリング傘下の持株会社である株式会社関西フードマーケット（英: KANSAI FOOD MARKET LTD.）についても記述する。

## 概要
オール日本スーパーマーケット協会会員。店頭で使用されるロゴの「関」の表記は、「门󠄀」の中に「关」が入った略字体で表されている。地元では「関スパ」「関スー」などと略される。
2021年12月に行われた株式交換により、阪急阪神東宝グループのエイチ・ツー・オー リテイリングの連結子会社となるとともに、イズミヤ株式会社及び株式会社阪急オアシスを完全子会社化した。
2022年2月1日、株式会社関西フードマーケットへと商号を変更し、持株会社へと移行した。小売事業はKS分割準備株式会社から商号変更された関西スーパーマーケット（2代）が継承し、「イズミヤ」「阪急オアシス」「関西スーパー」という3つのスーパーが関西フードマーケット傘下となった。そのうち、株式会社イズミヤと株式会社阪急オアシスは2023年4月1日付で合併、イズミヤ・阪急オアシス株式会社が発足した。
2024年7月31日、関西フードマーケットは株式交換によりエイチ・ツー・オー リテイリングの完全子会社となった。

## 沿革
- 1959年（昭和34年）
  - 7月 - 大阪市東淀川区に、北野祐次他9名にてスーパーマーケット開業を目的として「相互産業株式会社」を設立（資本金2,500千円）
  - 11月 - 本店所在地を大阪市東淀川区より兵庫県伊丹市に移転
  - 12月 - 兵庫県伊丹市に、スーパーマーケットの第1号店として伊丹店（その後、中央店）を開設
- 1964年（昭和39年）10月 - 上記第1号店隣接地に伊丹ショッピングセンターを開設
- 1971年（昭和46年）
  - 4月 - 兵庫県伊丹市の阪急伊丹駅前市街地再開発事業に参画し、伊丹ショッピングデパートを開設
  - 12月 - 不動産貸付業の相互開発株式会社を吸収合併
- 1973年（昭和48年）4月 - 株式会社小僧寿し本部との間にフランチャイズ契約を取り交わし、外食事業の展開に着手
- 1974年（昭和49年）8月 - 商号を「株式会社関西スーパーマーケット」に変更
- 1987年（昭和62年）8月 - 大阪市福島区に所在する大阪市中央卸売市場本場の隣接地に、生鮮食品仕入業務用の事務所として「中央市場オフィス」を開設
- 1988年（昭和63年）5月 - 小僧寿し店23か店を株式会社小僧寿し関西地区本部へ営業譲渡
- 1991年（平成3年）11月 - 大阪証券取引所市場第二部に上場
- 1992年（平成4年）
  - 1月 - ホームセンター事業を目的とし、株式会社スマイルを設立。5月に商号を株式会社ビッグパワーに変更
  - 8月 - 商品の運送事業を目的とし、株式会社関西スーパー物流（その後、連結子会社化）を設立
- 2005年（平成17年）3月 - 株式会社ビッグパワーを会社清算
- 2008年（平成20年）3月 - 東京証券取引所市場第二部に上場
- 2013年（平成25年）
  - 1月 - 大阪証券取引所市場第一部指定
  - 3月 - 株式会社スーパーナショナル（大阪市）と業務・資本提携。持分法適用会社に。
  - 7月16日 - 東京証券取引所と大阪証券取引所の現物株市場統合に伴い、東京証券取引所市場第一部上場となる。
- 2016年（平成28年）
  - 8月 - 兵庫県伊丹市の本社社屋・中央店の建て替え竣工[6]。
  - 10月27日 - エイチ・ツー・オー リテイリングとの間で資本業務提携契約の締結を発表。
  - 11月14日 - エイチ・ツー・オー リテイリングに対し第三者割当増資を行い、同社が約10%の株式を取得。
- 2017年（平成29年）10月 - 株式会社関西スーパー物流が株式会社KSPに商号変更。
- 2021年（令和3年）12月15日 - 株式交換を行い、イズミヤ及び阪急オアシスを完全子会社化するとともに、エイチ・ツー・オー リテイリングの連結子会社となる[7]。
- 2022年（令和4年）2月1日 - 持株会社制へ移行。株式会社関西スーパーマーケット（初代）は株式会社関西フードマーケットへ商号変更。事業はKS分割準備株式会社から商号変更された関西スーパーマーケット（2代）が継承[1][8]。
- 2024年（令和6年）
  - 7月29日 - 関西フードマーケットが東京証券取引所スタンダード市場上場廃止。
  - 7月31日 - 関西フードマーケットは株式交換により、エイチ・ツー・オー リテイリングの完全子会社となる[2]。

## 店舗
2025年1月現在、兵庫県・大阪府・奈良県に店舗が存在している。
現行店舗については、各店舗のご案内を参照。

### かつて存在した店舗
- 巽北店[9]（2010年閉店）
- 野中北店（2010年3月閉店）[注釈 1]
- 落合店[注釈 2]（2012年10月22日閉店）[13]
- 下坂部店[注釈 3]（2021年3月30日閉店）[14]
- 青木店[注釈 4]（2023年3月31日閉店）[15]
- 福島店[注釈 5]（2024年3月31日閉店）[16][17]

## 関西フードマーケットのグループ企業
- イズミヤ・阪急オアシス株式会社
- 株式会社関西スーパーマーケット
- 株式会社KSP
- 株式会社スーパーナショナル

## サービス

### 株主優待
| 株数            | 内容                                |
| --------------- | ----------------------------------- |
| 100株 - 999株   | 買物券（500円券）2枚または米2kg1袋  |
| 1000株 - 4999株 | 買物券（500円券）6枚または米5kg1袋  |
| 5000株 -        | 買物券（500円券）10枚または米5kg2袋 |

毎年3月31日を基準日とし、同日最終の株主名簿及び実質株主名簿に記載又は記録された株主が対象。

### 関西スーパーおさいふカード
関西スーパーが発行するEdyカード。関西スーパーでの買い物月額によって、翌月の買い物が割引される。関西スーパーおさいふカード以外のEdyカードも利用できるが、上記の割引サービスの対象外となる。
| 月の買い物額       | 翌月の割引率（%） |
| ------------------ | ----------------- |
| 1円未満            | 0                 |
| 1円以上2万円未満   | 0.5               |
| 2万円以上3万円未満 | 1.0               |
| 3万円以上4万円未満 | 1.5               |
| 4万円以上5万円未満 | 2.0               |
| 5万円以上          | 2.5               |

## エイチ・ツー・オー リテイリングとの資本業務提携
2016年（平成28年）10月27日開催の取締役会において、エイチ・ツー・オー リテイリングとの間で資本業務提携・第三者割当による新株式発行を行うことを決議。同日付けで資本業務提携契約の締結を発表した。11月14日には第三者割当増資により、エイチ・ツー・オー リテイリングが10.02%（議決権割合10.17%）の株式を取得した。
業務提携により
- 店舗で販売する商品の共同仕入れ
- エイチ・ツー・オー リテイリンググループにおいて使用されている「Sポイント」の導入
- 次世代型レジスターの共同開発

などを行うとしている。

## 経営権争奪戦
2021年8月31日、関西スーパーマーケット（関西スーパー）がエイチ・ツー・オー リテイリングの子会社になった上で、傘下の阪急オアシス・イズミヤとの間で経営統合すると発表した。
しかし、9月2日、2016年から関西スーパーの株式を保有しており、首都圏を地盤としているディスカウントスーパーのオーケーが同社に対して買収提案を行うことを決定。翌9月3日、オーケー側は関西スーパーに対するTOB・株式公開買い付けでの買収方針を明らかにした。オーケー側によれば、2021年6月に関西スーパーに1株あたり2,250円でTOBの提案をしたものの、実質的な協議の場を設けることはなかったという。これについて、オーケーでは「関西スーパーの株主利益の最大化の観点から、公正に比較、検討頂けたのか、懸念している」としながらも「提案当初から、敵対的な公開買い付けを行うつもりはない」とし、10月に行われる臨時株主総会でエイチ・ツー・オー リテイリングの子会社化の議案が否決された時にTOBを実施すると述べている。関西スーパーの株価はオーケーの買収方針を発表する前の9月2日に比べると、株価が4割程度上昇している。
10月29日に行われた臨時株主総会ではエイチ・ツー・オー リテイリングとの統合案を賛成多数で可決。これを受けオーケーは買収提案を取り下げると表明し、同時に今後同社が保有している関西スーパーの株式買取請求権行使を含めて検討するとコメントした。しかし11月9日夕方、オーケーは臨時株主総会での議決権の扱いに疑義があるとして、すでに可決したエイチ・ツー・オー リテイリングとの統合案の差し止め仮処分を神戸地方裁判所（神戸地裁）に申請。神戸地裁は11月22日に差し止めの仮処分決定を下し、12月1日に予定されていた株式交換は一旦差し止められた。
関西スーパーは神戸地裁に異議申し立てを行ったが認められず、11月26日に改めて差し止めの判断が下ったため大阪高等裁判所（大阪高裁）に抗告。12月7日、大阪高裁は一転して関西スーパーの主張を認め、神戸地裁の仮処分決定を取り消し、今度はオーケーが最高裁判所に許可抗告を行ったが12月14日に棄却され、オーケーは買収を断念。15日に株式交換が行われることとなった。
その後、オーケーは株式買取請求権を行使した上で12月22日までに全ての関西スーパー株式を一部市場内を含む売却処分をしていたことが同日関東財務局に提出した変更報告書で明らかになった。株式買取請求権行使分については今後関西スーパーとの間で買取額について協議を行い、2022年1月14日までに決まらなかった場合は会社法に基づき、裁判所に価格決定の申し立てを行うとしていた。
2022年1月6日、関西スーパーマーケットはオーケーなど15人に対して、これらが関西スーパーに買取を要請していた株式（計486万6000株）について、同日の終値（1038円）の1.5倍となる1株あたり1518円（総額約74億円）で引き取るとし、オーケー側も長期にわたる司法の争いを回避する観点から、この価格での買取に同意すると同日に発表した。これにより、オーケーは保有する株式を約35億円で関西スーパーに売却する形で争奪戦を終結させることになった。
2月10日、関西フードマーケット（同月1日に社名変更）は株式買取を求めた株主15人のうち7人との協議が調わなかったとして、価格決定を神戸地裁に申し立てたことを発表した。

## テーマソング
- bless4 -「Dancing Angel〜テーブルに舞い降りた天使〜」